# Trò chơi năm 1985
Trang này liệt kê các board game, card game, wargame, miniatures game, và trò chơi nhập vai tabletop xuất bản năm 1985. Đối với trò chơi điện tử, xem Trò chơi điện tử năm 1985.

## Trò chơi được phát hành hoặc phát minh năm 1985
- Trial of Strength
- Advanced Squad Leader
- DC Heroes (trò chơi nhập vai)
- The Doctor Who Role Playing Game
- Dragon Warriors
- Judge Dredd: The Role-Playing Game
- Mekton (trò chơi nhập vai)
- Mosby's Raiders
- Orient Express
- Pax Britannica
- Pendragon (trò chơi nhập vai)
- Pictionary
- Rêve: the Dream Ouroboros (trò chơi nhập vai)
- Spacemaster (trò chơi nhập vai)
- Super Mario Bros
- Teenage Mutant Ninja Turtles & Other Strangeness (trò chơi nhập vai)
- World in Flames

## Giải thưởng trò chơi được trao năm 1985
- Spiel des Jahres: Sherlock Holmes Consulting Detective